# Assunta Spina (film 1948)
Assunta Spina è un film del 1948 diretto da Mario Mattoli.
La pellicola è stata sceneggiata da Eduardo De Filippo (che curò particolarmente i dialoghi) e Gino Capriolo sulla base del dramma teatrale omonimo di Salvatore Di Giacomo.
La pellicola segnò l'esordio cinematografico di Giacomo Furia ed Aldo Giuffrè.

## Trama
La vicenda è ambientata a Napoli, all'inizio del XX secolo. Assunta Spina, una donna del popolo passionale e impulsiva, provoca la gelosia del suo amante, Michele Boccadifuoco, che si vendica attendendola per strada e sfregiandola in volto. Arrestato e processato in tribunale, Michele viene condannato a scontare una pena di 2 anni nel carcere di Avellino.
Assunta, che aveva invano tentato di scagionarlo durante il processo, cerca di farlo almeno restare a Napoli per vederlo più spesso e, per riuscire nel suo obiettivo, si concede a un cancelliere del tribunale.
Quando, tempo dopo, l'uomo si stanca della relazione. Assunta, folle d'ira e dolore, confessa tutto a Michele, nel frattempo uscito di prigione. Michele uccide così il cancelliere, ma sarà la donna ad accusarsi del delitto.

## Produzione
La pellicola è ascrivibile al filone strappalacrime, molto in voga tra il pubblico italiano negli anni del secondo dopoguerra (1945-1955), poi ribattezzato dalla critica con il termine neorealismo d'appendice.

## Distribuzione
Il film venne distribuito nel circuito cinematografico italiano l'11 marzo del 1948.

## Opere correlate
La pièce teatrale di Di Giacomo era già stata trasposta due volte al cinema all'epoca del muto con due pellicole omonime: la prima nel 1915 interpretata da Francesca Bertini e Gustavo Serena e diretta dagli stessi, e la seconda nel 1930 diretta da Roberto Roberti (padre di Sergio Leone) ed interpretata da Rina De Liguoro, Febo Mari ed Elio Steiner.